# چاه‌های صخره‌ای سیمی دون سیراف
چاه‌های صخره‌ای سیمی دون سیراف مربوط به سده‌های اولیه دوران‌های تاریخی پس از اسلام است و در شهرستان کنگان، بخش مرکزی، شهر بندر طاهری واقع شده و این اثر در تاریخ ۲۵ آبان ۱۳۸۷ با شمارهٔ ثبت ۲۳۶۵۵ به‌عنوان یکی از آثار ملی ایران به ثبت رسیده است.